# Каспарек, Рольф
Рольф Каспарек (нем. Rolf Kasparek; 1 июля 1961) — рок-музыкант из Германии, гитарист и вокалист, также известный под псевдонимом Rock’n’Rolf. Основатель групп Running Wild и Toxic Taste.

## Биография
Рольф родился 1 июля 1961 года в Гамбурге, ФРГ. В юности был поклонником групп «Slade», «Kiss», «Judas Priest». В 11 лет ему купили первую электрогитару, а в 15 лет вместе с одноклассниками он организовал школьную группу «Granite Hearts», которая к концу 1970-х была переименована в «Running Wild», для которой он также разработал логотип (по первой профессии Рольф — чертёжник) . В 1984 году с выходом дебютного альбома «Gates to Purgatory» стал профессиональным музыкантом.
Гитарист и вокалист группы, автор музыки и текстов большинства её песен, продюсер всех альбомов (за одним исключением — «Under Jolly Roger»), он вскоре стал единственным лидером в команде. Его манера игры на гитаре (Каспарек считается одним из лучших ритм-гитаристов Германии), характерный тембр его голоса придали группе уникальное звучание. Именно он в 1987 году предложил использовать пиратский имидж, который с той поры стал для группы торговой маркой.
В то же время неуживчивый характер Рольфа, его стремление всё делать самому послужили причиной многочисленных смен состава, и к середине 1990-х «Running Wild» фактически стала его сольным проектом. Остальные музыканты зачастую были лишь приглашенными сессионниками на редких c 1994 года концертах. Апофеозом стал альбом «Rogues en Vogue» (2005), где Рольф помимо всех гитар и вокала, записал также и большинство басовых партий.
В 1990 году Каспарек сотрудничал с чехословацкой группой «Kreyson» — помогал продюсировать её альбом «Angel on the Run» и спел партии бэк-вокала. В 1992 году он продюсировал альбом «Looks Like Dynamite» немецкой группы «Kelley Wild», где также записал партию соло-гитары в одной песне.
С конца 2007 Каспарек занимался виртуальным глэм-роковым проектом «Toxic Taste», где скрывался под псевдонимом T. T. Poison. Будучи автором песен, он исполнил все гитарные партии, а также партии бэк-вокала. В январе 2009 года вышел дебютник «Toxification», который распространялся через интернет-магазин.
17 апреля 2009 года Рольф заявил о прекращении деятельности «Running Wild», чей прощальный концерт состоялся в рамках фестиваля в Вакене 30 июля того года. Однако уже в октябре 2011 Каспарек сообщает о возвращении к работе под маркой «Running Wild» и в апреле 2012 года выходит очередной, 14-й альбом — «Shadowmaker», в записи которого Рольфу помогал гитарист Петер Йордан и сессионные музыканты, имена которых не были названы.
2013 год - Выпустил вместе с Питером Джей. Джорданом дебютный альбом группы Giant-X под незамысловатым названием I.
Изначально предпочитает гитары модели Gibson Explorer. Принципиально не писал для Running Wild медленные песни-баллады. Первой его пробой пера в этой области стала песня «Neon Angel» для проекта Toxic Taste.
С конца 1990-х живёт в Ганновере.